# Obervogteiamt Trochtelfingen
Das Obervogteiamt, ab 1846 Oberamt, Trochtelfingen war ein Verwaltungsbezirk im Süden des heutigen deutschen Bundeslandes Baden-Württemberg. Es bestand unter wechselnden Herrschaften von 1565 bis 1861, zuletzt ab 1850 als preußisches Oberamt in den Hohenzollernschen Landen.

## Geschichte
Im Jahr 1534 fiel die werdenbergische Herrschaft Trochtelfingen durch Erbschaft an das Haus Fürstenberg. Zunächst lag die Verwaltung in den Händen des Jungnauer Obervogts, bis 1565 in Trochtelfingen ein eigenes Obervogteiamt errichtet wurde. Als die Herrschaft im Jahr 1806 per Rheinbundakte zugunsten Hohenzollern-Sigmaringens mediatisiert wurde, blieben dem Fürsten von Fürstenberg als Standesherrn gewisse Rechte, so die niedere Gerichtsbarkeit und das Jagdrecht. Fortan bestand das Obervogteiamt Trochtelfingen als Patrimonialamt unter hohenzollerischer Landeshoheit. Nach einem Tumult vor dem Trochtelfinger Rathaus verzichtete Fürstenberg im März 1848 auf seine Hoheitsrechte. Das Oberamt Trochtelfingen blieb nach dem Übergang der Souveränität an Preußen 1850 zunächst bestehen, bis es durch Erlass vom 9. August 1861 aufgehoben und ins Oberamt Gammertingen eingegliedert wurde. Sitz war das Trochtelfinger Werdenbergschloss.

## Zugehörige Orte
Von 1584 bis zu seiner Auflösung blieb das Ober(vogtei)amt in seiner Ausdehnung unverändert. Neben dem Städtchen Trochtelfingen umfasste es die Dörfer Melchingen, Ringingen, Salmendingen und Steinhilben. Der rund 93 Quadratkilometer große, aus zwei räumlich getrennten Teilen bestehende Bezirk zählte zu Anfang des 19. Jahrhunderts gut 3.000 Einwohner.

## Amtsvorsteher
- 1804–1820: Jakob Bonaventura Gebele von Waldstein
- 1820–1830: Johann Nepomuk Clavel
- 1830–1859: Mathäus Stelzer
- 1859–1861: durch Amtsverweser geleitet